# Ivana Hoffmann
Ivana Hoffmann (1 de setembro de 1995 - 7 de março de 2015), também conhecida como Avaşin Tekoşin Güneş, era uma feminista comunista afro-alemã que lutou com o Partido Comunista Marxista-Leninista (Turquia) (MLKP) no conflito de Rojava da guerra civil síria. Ela foi a primeira lutadora estrangeira nas Forças Democráticas da Síria (FDS) a morrer no conflito.
Hoffmann nasceu em Emmerich am Rhein, Renânia do Norte-Vestfália, Alemanha, filho de mãe alemã e pai togolês.  A mãe e Ivana mais tarde mudaram-se para Duisburg  onde viveram no bairro de Meiderich e Hoffmann começou a se envolver na política de esquerda e entrou em contato com o movimento do MLKP. 
Hoffmann viajou para a Síria para se juntar ao conflito de Rojava no final de 2014. Num vídeo publicado após a sua morte, Hoffman deu os motivos da sua adesão: “Decidi vir para Rojava porque aqui lutam pela humanidade, pelos direitos e pelo internacionalismo que o MLKP representa. Estamos aqui como o MLKP para lutar pela liberdade. Rojava é o começo. Rojava é esperança."  
Hoffmann foi morto pelo Estado Islâmico do Iraque e Levante (EI) enquanto lutava ao lado das Unidades de Proteção Popular perto de Tell Tamer durante a ofensiva oriental de Al-Hasakah.    Ativistas anti-EI em homenagem a Hoffmann foram posteriormente presos em Izmir, Turquia.  Até o momento, Hoffmann foi o mais jovem lutador estrangeiro morto lutando pela FDS.